# Wamba (kung)
Wamba, död 688, var kung i västgotiska riket från 672 till 680.